# イギリスの宇宙開発

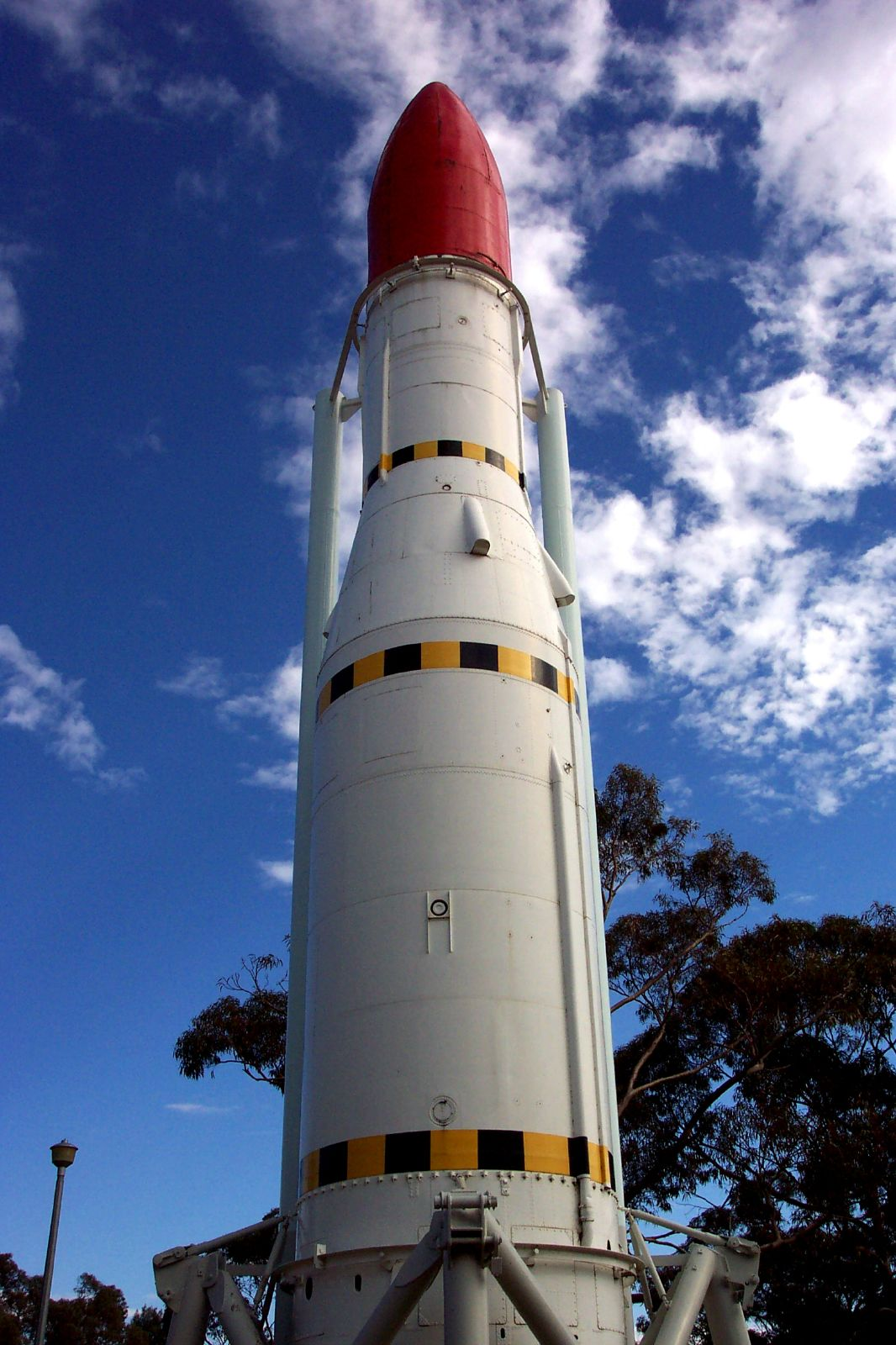
イギリス独自の衛星打ち上げロケットブラックアロー

イギリスの宇宙開発ではイギリスにおける宇宙開発と、欧州宇宙機関など国際的な場におけるイギリスの関与を促進するための特徴的な試みについて説明を行う。
イギリスは戦前から宇宙に対する関心を持っていたが、それが大きく技術的開発に向かったのは戦後になってからであった。イギリスは軍事・科学両面から独自ロケットを開発し、独自に衛星を打ち上げることに成功し、世界で6番目の衛星打ち上げ国となった。しかし、その後は科学者の米国への流出や、戦後植民地を失い資金が大きく減ったことなどから独自開発の道は諦めざるを得なくなり、アメリカ、ロシア、欧州宇宙機関などとの協力によって宇宙開発を行うようになった。
その後、イギリス国立宇宙センターの設立後独自計画は少しずつ回復した。現在はイギリス国立宇宙センターのあとを継いだイギリス宇宙局が宇宙開発に関する事象を管理している。また、宇宙開発に関する出資も増加させる計画である。

## 歴史

### 黎明期
イギリスの宇宙旅行への科学的関心は第二次世界大戦以前に勃興し、特に1933年に設置された英国惑星間協会のメンバーの中で盛んであった。第2次大戦後には英国惑星間協会メンバーに著者で静止通信衛星の先駆者のアーサー・C・クラークも参加している。
第二次大戦後は、戦後に宇宙開発が始まった他の国々のように、イギリス政府の宇宙への関心は第一義が軍事目的であった。早期の計画はこれらの関心を示している。他の国家のように、第二次大戦時に捕虜にし、イギリスのために働くように説得されたドイツ人の科学者からロケット科学に関する多くの知識を獲得し、第二次大戦の欧州戦線終結後6ヶ月の時点でバックファイア作戦(en)によってV2ロケットのテストが行われた。
また、軌道投入可能な大規模なロケットの発射が行われる以前の初期的な実験としてブルースチールのような小さな空対地ミサイルの実験が多く行われた。
1950年代初頭には早くも液体水素を推進剤として使用するエンジンの開発に着手していた。この当時、開発されていた液体水素ロケットエンジンは実用化の一歩手前まで進んでいた事が確認されており、当時、開発中だったブラック・アローや欧州ロケット開発機構の発展型ヨーロッパロケットに搭載される予定で数機種の液体水素ロケットエンジンが開発されたが、イギリスがロケット開発から撤退したため、搭載されなくなった。

### 独自ロケットの打ち上げ

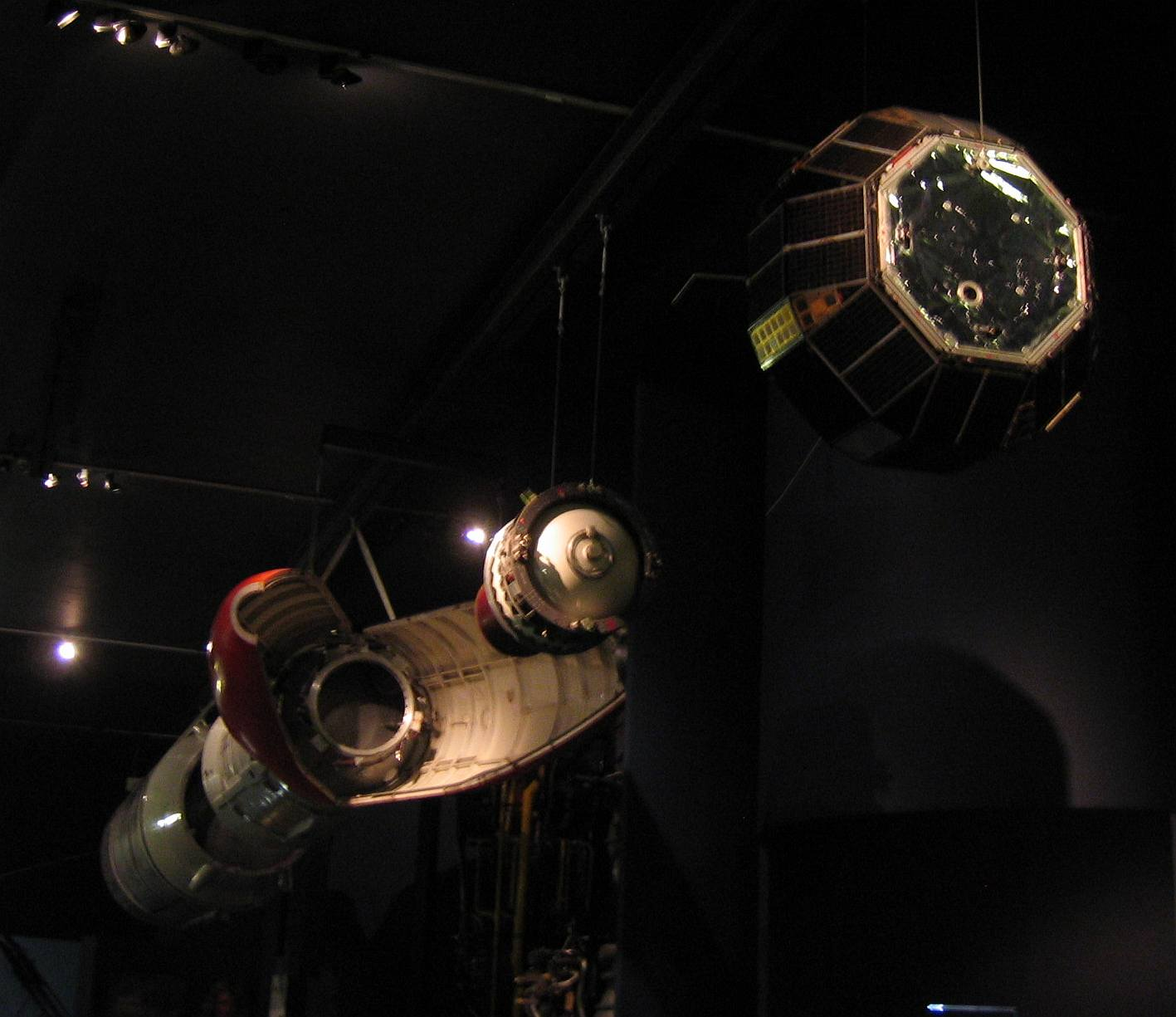
ブラック・アローの衛星放出時のモックアップ

技術を徐々に高めたイギリスは幾つかのロケットと衛星を打ち上げた。アリエル計画では1962年から1979年にかけて6機の衛星を開発し、これらの衛星は全てNASAによって打ち上げられた。イギリスの核兵器運搬手段の開発は1950年代前半から始まり、核運搬用ミサイルの打ち上げがイギリスおよびオーストラリアのウーメラ試験場から行われた。極超音速テストロケットであるフォルスタッフは1969年から1979年にかけてウーメラから打ち上げられている。
さらに開発されたロケットはワイト島でテストされ、ウーメラ試験場でテストと打ち上げの両方が行われた。これらのロケットにはブラック・ナイトとブルーストリークなどが含まれており、ブラックナイトを基にした衛星打ち上げロケットのブラック・アローも生産された。これらのロケットは徐々に出力が増しており、ブラック・アローによってイギリス初の衛星独自打ち上げに成功した。打ち上げられた衛星はX-3プロスペロであり、この打ち上げによってイギリスはソ米仏日中に次いで世界で6番目の衛星打ち上げ国になった。また、これはイギリス製のロケットによってイギリスの人工衛星が打ち上げられた唯一の例になった。プロスペロとの通信は1996年に終了している。
液体水素ロケットエンジンの開発では燃焼室が4基ありヘリウムガスによる加圧供給式になる予定だった。

### 政府独自計画の中止とイギリス宇宙センターの設立
公式なイギリス政府独自の衛星打ち上げの計画は1970年代の初期に中止された。しかし、イギリスの宇宙科学における関与は他の宇宙機構を通して継続された。1985年、国営の宇宙開発事業だけでなく民間宇宙飛行のためのイギリス政府の出資に調整するために、ロンドンに本部を持つ政府機関イギリス国立宇宙センターが設立された(なお、ナショナル宇宙センター(en)とは別の組織である。)。なお、1986年からイギリス政府は有人宇宙飛行の政策に反対している。
イギリスの最初の宇宙飛行士であるヘレン・シャーマンはジュノー計画(en)としてソユーズTM-12によって打ち上げることに決まった。この計画のための予算はソビエト連邦からの資金援助もあったが、イギリス市民が団結し、部分的に基金を行っている。

### 現在

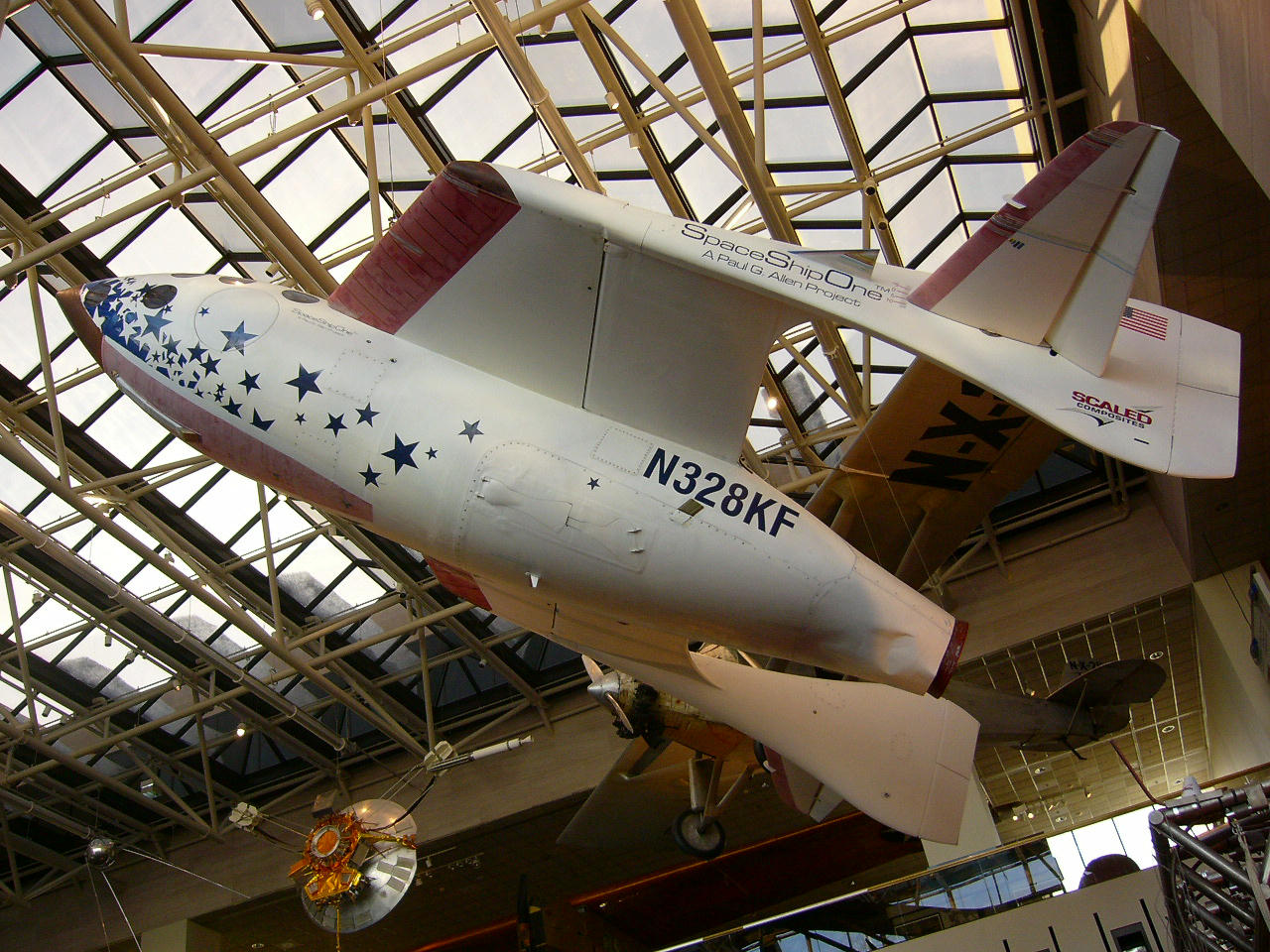
スミソニアンに飾られるスペースシップワン

公的な国の宇宙開発計画が回復したのは1982年であり、このときイギリス政府はアラン・ボンド(en)の空気吸入ロケットエンジンを利用した再利用型宇宙往還機の設計計画であるHOTOL計画に公式に支援を行った。計画はブリティッシュ・エアロスペースから始まったが、政府はエンジン設計を重要機密に分類し、この計画への資金投入をあきらめた。しかし、その後も公的な資金供出は続けられた。
イギリスは衛星打ち上げと宇宙科学的計画のために資金供給を継続した。近年、火星探査のためのマーズ・エクスプレスの一部として、イギリスの探査機ビーグル2(en)が火星に送られたが、この探査機は失われて応答の受信に失敗した。ビーグル2はランカスターのナショナル宇宙センターがコントロールしていた。世界の小型探査衛星作成者として知られるイギリス企業サリー・サテライト・テクノロジー(en)は現在までの30の衛星を建設し、打ち上げている。
イギリスの企業や民間分野の宇宙への関心は高く、衛星打ち上げや宇宙旅行という新市場用の新しい設計の宇宙機の計画を保有している。リチャード・ブランソンの所有するヴァージン・グループの支社であるヴァージン・ギャラクティックは宇宙飛行を民間に売り出すことを計画しており、これにはMojave Aerospace Ventures社によって提案されたバート・ルータンのスペースシップワンから開発された新型の宇宙機が使われる予定である。スペースシップツーは2009年12月に最初のロールアウトが計画されている。かつてブラック・アローを極軌道衛星の打ち上げのためにイギリス国内のヘブリディーズ諸島とノーフォークから打ち上げる計画があったが、前者は地理的に不便で後者は北海油田のある海域に1段目が落下する可能性があり、中止されたが、近年、改めて北スコットランドのサザランドで射場の整備が進みつつある。

## 組織
2010年4月1日、イギリス政府はイギリス宇宙局を設立した。この機関はイギリスの宇宙計画に責任を持っている。イギリス国立宇宙センターに置き換えられ、その任務を引き継いでおり、政府政策と宇宙開発のための予算配分に責任を持ち、イギリス国内の宇宙に関わる事象の全ての交渉の代表者になっている。

### 組織再編と予算増加
イギリス政府は国際企業との競争においてより企業努力を可能にするために、宇宙事業の範囲の負債を含む幾つかの分野で1986年宇宙法の改革を提案している。
また、産業関係者の調整によって資産投資を1000万ポンド増加する案が出されている
。

## 目標
イギリス政府は宇宙開発の2008年から2012年にかけての目標として以下のような目標を掲げている。
- 未来の経済開発競争の中にある宇宙システム、サービス、アプリケーションの世界市場でのシェアを勝ち取る
- 我々の変わり行く地球を運営するために宇宙システムの世界を主導する開発を果たす
- 宇宙探査の世界的科学計画の中で選ばれるパートナーになる
- 宇宙からの充実したイノベーションを我々の社会に役立て、日々利用される新製品や新サービスの創造活動を活気付ける
- 高度な未来技術スキル開拓のための主要経路を開発、アウトリーチし、重要な国家インフラの一部としての数々の宇宙システムへの認識を向上させる

イギリスでは独自の宇宙飛行士を打ち上げることや有人月面探査は政府の政策になっていない。それよりも非有人の衛星打ち上げに注力している。イギリス政府は国際宇宙ステーションの立ち上げには参加していない。近年、イギリス政府は有人打ち上げに対する視点を変えてきておりスカイロンと呼ばれる単段式宇宙輸送機計画の開発に静かに舵を切っている。

## 開発傾向

計画中のスカイロンの構造図

イギリス政府は2010年欧州宇宙機関と協力して、スカイロン(en)と呼ばれる軌道投入用単段宇宙機の計画を促進している。これはアラン・ボンドがHOTEL計画の中止後に設立したリアクション・エンジンス(en)社によって設計された。スカイロン宇宙船はイギリス政府や英国惑星間協会に明確に受け入れられている。現在、エンジンテストの成功目標である2011年6月が近づいており、開発の第三段階は2011年から2013年にかけて始めることが予定されている。

## 軍事
イギリスは軍事的目的のためにミサイルを開発しており、ブルーストリークは中距離弾道ミサイルの計画であった。しかし、ブルーストリークは開発中止になり、以後、アメリカとの協力下で核兵器運搬ミサイルを保有している。しかし、大陸間弾道ミサイルのような宇宙に関連する兵器は保有していない。また、現在まで衛星攻撃兵器の類は保有していない。一方でミサイル防衛の計画は保有している。

## 国際協力
通信や軌道上でのロケットや衛星の追跡はジョドレルバンク天文台のような部署を使うことで達成された。宇宙開発競争の時代、ジョンドレルバンクやその他の通信所はスプートニクやパイオニア5号(en)のような幾つかの衛星と宇宙探査機との通信に利用された。
宇宙探査機の追跡設備が他の国に使われたように、イギリス出身の科学者は他国の宇宙計画に参加しており、特に有名なのはオーストラリアの打ち上げ場の共同運用など、NASAの初期の宇宙計画への貢献である。イギリス政府は欧州宇宙機関(ESA)の必須計画のための基金にイギリス国立宇宙センターを通して17.4%を拠出している。しかしながら、これは国際宇宙ステーション(ISS)への基金ではない。

## 宇宙飛行士
イギリスは有人宇宙飛行計画の開発に至ったことがなく、欧州宇宙機関の有人宇宙飛行計画に資金を拠出したこともないため、独自資金で有人飛行を行っていない。このためイギリス国籍保有者は多くがロシアやアメリカのロケットによる宇宙飛行であり、資産家の宇宙旅行2例とイギリス市民の基金で宇宙へ行ったヘレン・シャーマン以外はアメリカの宇宙飛行士として宇宙飛行している。にもかかわらず、2008年10月9日、イギリス科学技術革新大臣ポール・ドレイソン(Paul Drayson)はイギリスの宇宙飛行士との見解に好意を述べている。
現在までに6人のイギリス生まれの宇宙飛行士と、イギリス生まれではないが、国籍を保有する市民が宇宙へ行っている。
| 氏名                          | 出生地                                             | 任務 | 初飛行日        | (二重) 国籍  | その他 |
| ----------------------------- | -------------------------------------------------- | --- | --------------- | ------------ | --- |
| ヘレン・シャーマン            | サウス・ヨークシャー、シェフィールド、グレノサイド | ソユーズTM-12/11 | 1991年 5月18日  | イギリスの旗 | イギリスで最初の宇宙飛行士。飛行費用はソビエト連邦とイギリス市民の基金でまかなった。                                                                                   |
| マイケル・フォール            | リンカンシャー、ラウス                             | STS-45 (アトランティス) STS-56 (ディスカバリー) STS-63 (ディスカバリー) STS-84/86 (アトランティス) STS-103 (ディスカバリー) ソユーズTMA-3 | 1992年 3月24日  | /            | ミールと国際宇宙ステーションの両方に滞在している。1995年2月9日のSTS-63の滞在期、イギリス人として初めて宇宙遊泳を行った。彼は彼の母親からアメリカの市民権を持っている。 |
| マーク・シャトルワース        | 南アフリカ、フリーステイト州、ウェルコム           | ソユーズTM-34/33 | 2002年 4月27日  | /            | 国際宇宙ステーションに自己資金で宇宙旅行を行った。南アフリカ生まれで、現在はイギリス市民権を得ている。                                                                 |
| ピアーズ・セラーズ            | サセックス州、クロウボロー                         | STS-112 (アトランティス) STS-121 (ディスカバリー) STS-132 (アトランティス)                                                                | 2002年 10月7日  | /            | 1991年からアメリカ市民。 |
| ニコラス・パトリック          | ノース・ヨークシャー、ソルトバーン・バイ・ザ・シー | STS-116 (ディスカバリー) STS-130 (エンデバー)                                                                                             | 2006年 12月9日  | /            | 1994年からアメリカ市民。 |
| グレゴリー・H・ジョンソン(en) | ミドルセックス州、サウス・ルイスリップ             | STS-123 (エンデバー) | 2008年 3月11日  | /            | イギリスでアメリカ国民の両親から生まれた。 |
| リチャード・ギャリオット      | ケンブリッジシャー、ケンブリッジ                   | ソユーズTMA-13/12 | 2009年 10月12日 | /            | 国際宇宙ステーションに自己資金で宇宙旅行を行った。イギリスでアメリカ国民の両親から生まれた。父親であるオーウェン・ギャリオットは、スカイラブに参加した宇宙飛行士       |

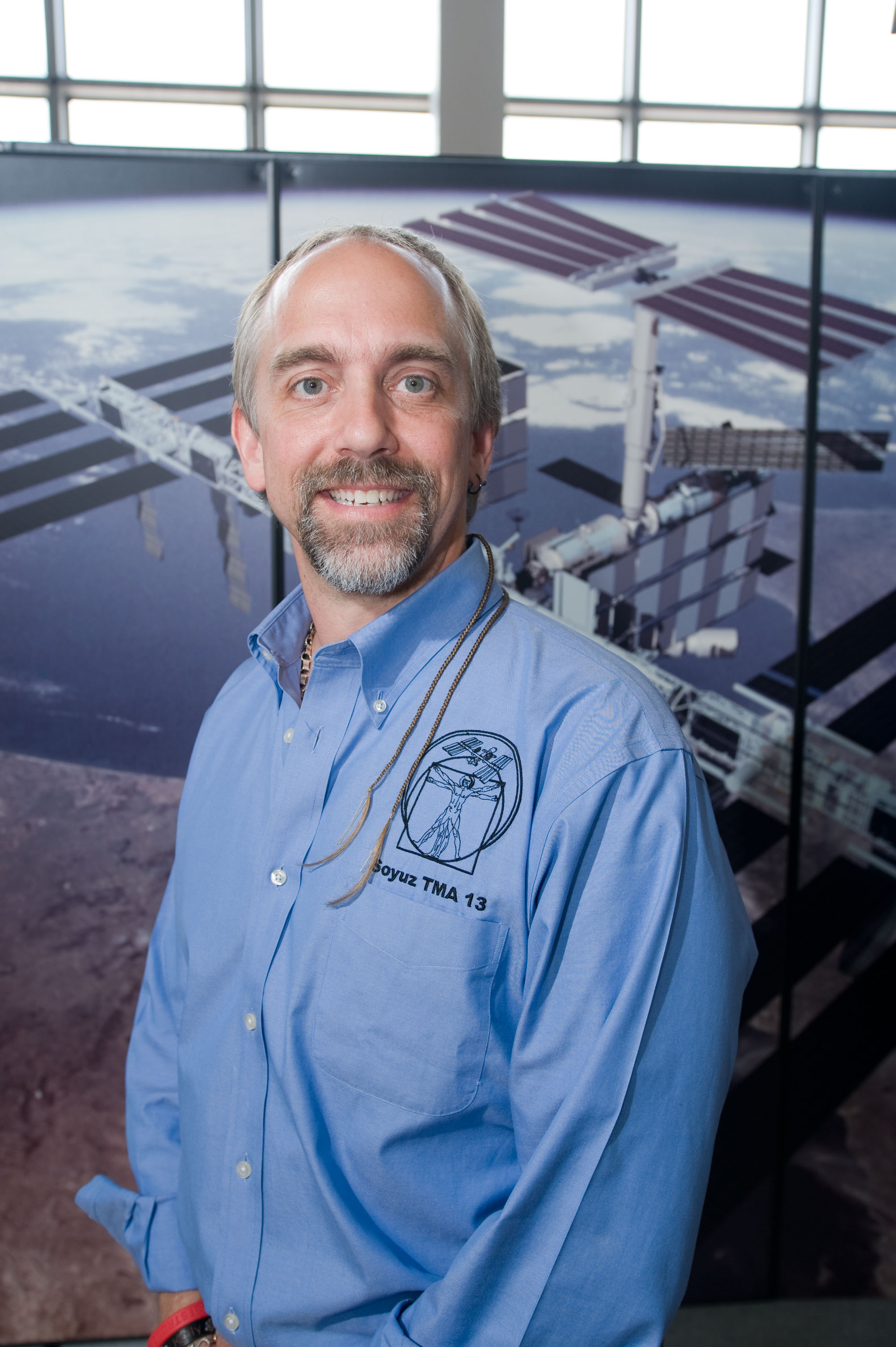
リチャード・ギャリオットは自己資金でISSに旅行している

アンソニー・リュウェリンは1967年8月に科学宇宙飛行士としてNASAに選ばれたが、1968年7月に宇宙飛行を行わないままに辞職した。
アンソニー・ボイル(Anthony Boyle)中佐(陸軍)、リチャード・ファリモンド(Richard Farrimond)中佐(陸軍)、クリストファー・ホームズ(Christopher Holmes)(国防省)、ピーター・ロングハースト司令官(Peter Longhurst)(海軍)、ナイジェル・ウッド飛行中隊長(Nigel Wood)(空軍)らが1984年2月にスカイネット4計画の乗組員として選ばれた。計画ではスペースシャトルで打ち上げられる予定であった。しかし、ボイルはこの計画を軍の約束のため1984年7月に辞めた。計画の中止の前に、チャレンジャー事故が起こり、ウッドとそのバックアップのファリモンドは1986年に予定されたSTS-61-Hの中止で、ロングハーストとそのバックアップのホームズは1987年に予定されたSTS-71-Dの中止で飛行が行われなかった。このため、全員が1986年に辞職し、宇宙飛行は行われなかった。
ティモシー・マースは1991年のジュノー計画でヘレン・シャーマンのバックアップを務めた。彼は1991年に辞職している。
2009年5月20日、欧州宇宙機関はウェスト・サセックス、チチェスターから呼ばれた陸軍航空部隊テストパイロットのティモシー・ピークが欧州宇宙飛行士団に入ることに同意したと発表した。